# Ware tierischen Ursprungs
Als Ware tierischen Ursprungs bezeichnet man in der Warenkunde verschiedene Produktgruppen. Diese wurden im Jahr 1988 durch die Vereinten Nationen im Harmonisierten System zur Bezeichnung und Codierung der Waren international festgelegt. In der Europäischen Union wurde dies in der Kombinierten Nomenklatur rechtlich detaillierter aufgeschlüsselt. Im Warenverzeichnis für die Außenhandelsstatistik ist es für Hersteller wie Handel verbindlich.

## Lebende Tiere
Prinzipiell sind lebende Tiere keine Ware tierischen Ursprungs. Sie werden im Kapitel 1 gesondert definiert. Davon ausgenommen sind Speisefische, Krebstiere, Weichtiere und andere wirbellose Wassertiere.
Tiere als Bestandteil von Zirkussen, Tierschauen und ähnlichen Unternehmen werden nicht als einzelne Tiere betracht. Ebenso werden Kulturen von Mikroorganismen nicht als Tiere oder tierische Waren behandelt.

## Fleisch und genießbare Schlachtnebenerzeugnisse
Hierzu gehört das genießbare Fleisch und genießbare Schlachtnebenerzeugnisse aller Tiere, außer Fische und Krebstiere, Weichtiere und andere wirbellose Wassertiere. Nicht dazu gehören Därme, Blasen und Magen sowie Tierblut.

## Fische, Krebstiere, Weichtiere und andere wirbellose Wassertiere
Hierzu gehören genießbare Fische, Krebstiere, Weichtiere und andere wirbellose Wassertiere. Nicht dazu gehören jedoch Zubereitungen den genannten Tieren (z. B. Kaviar).

## Andere genießbare Waren
- Milch und Milcherzeugnisse
- Vogeleier
- natürlicher Honig
- Schildkröteneier, aber nicht Schildkrötenöl als Zubereitung
- Nester von Salanganen, auch unzutreffend als „Schwalbennester“ bezeichnet
- Därme, Blasen und Magen sowie Tierblut.

## Ungenießbare Waren
Weitere Waren tierischen Ursprungs werden gesondert definiert (als unbearbeitet gilt auch gereinigt und gering bearbeitet):
- Tierhaut, Fell, Pelz (Kapitel 41 und 43)
- Spinnstoffe tierischen Ursprungs, Rosshaar (Abschnitt XI) (z. B. Seide)
- Schweineborsten, Dachshaare, Tierhaare zur Herstellung von Bürsten, Besen und Pinseln. Dazu gehören auch Pinselköpfe der Pos. 9603.
- unbearbeitete Vogelbälge, Federn, Daunen und andere Vogelteile
- Tierknochen und Stirnbeinzapfen
- Elfenbein, Schildpatt, Fischbein
- unbearbeitete Hörner, Geweihe, Hufe, Klauen, Krallen und Schnäbel
- unbearbeitete Korallen
- Schalen und Panzer von Weichtieren, Krebstieren oder Stachelhäutern
- Schulp von Tintenfischen
- Graue Ambra, Bibergeil, Zibet und Moschus
- Kanthariden
- Galle
- Drüsen und andere tierische Stoffe, die zur Herstellung von Arzneiwaren verwendet werden
- Kochenille und ähnliche Insekten (z. B. Kermesschildlaus)
- tierisches Sperma, insbesondere Rindersperma
- Abfälle und ungenießbare Teile, die für die Weiterverwendung bestimmt sind (z. B. Tierfutter)

Ebenso wird in der Warenkunde Menschenhaar als Ware tierischen Ursprungs definiert, z. B. als Rohstoff für Perücken, Filtertücher und Haarnetze.